# Miki Monras
Miquel „Miki“ Monrás Albanell (* 17. Januar 1992 in Barcelona) ist ein spanischer Automobilrennfahrer. Er trat 2011 in der Formel 2 an.

## Karriere
Monrás begann seine Motorsportkarriere 2002 im Kartsport, in dem er bis 2007 aktiv war. Unter anderem wurde er 2006 spanischer und europäischer Junioren-ICA-Kartmeister und 2007 Vizemeister der europäischen KF2 Meisterschaft. Außerdem machte er 2007 in der Master Junior Formel und der Winterserie der italienischen Formel Renault seine ersten Erfahrungen im Formelsport. 2008 trat er für Hitech Racing parallel in der westeuropäischen Formel Renault, die er auf Platz acht beendete, und im Formel Renault 2.0 Eurocup, in dem er den 21. Gesamtrang belegte, an. 2009 wechselte der Spanier zu SG Formula und trat erneut in beiden Meisterschaften an. Während er sich im Formel Renault 2.0 Eurocup auf den fünften Gesamtrang verbesserte, wurde er Vierter der westeuropäischen Formel Renault.
2010 wurde Monrás von MW Arden für die erste Saison der GP3-Serie verpflichtet. Am Saisonende belegte er mit einem zweiten Platz als bestes Resultat den zehnten Gesamtrang. 2011 wechselte Monrás in die FIA-Formel-2-Meisterschaft. Mit einem Sieg und drei weiteren Podest-Platzierungen wurde Monras Vierter der Meisterschaft.

## Statistik

### Karrierestationen
| - 2002–2007: Kartsport - 2008: Westeuropäische Formel Renault (Platz 8) - 2008: Formel Renault 2.0 Eurocup (Platz 21) | - 2009: Westeuropäische Formel Renault (Platz 4) - 2008: Formel Renault 2.0 Eurocup (Platz 5) - 2010: GP3-Serie (Platz 10) | - 2011: Formel 2 (Platz 4) |

### Einzelergebnisse in der GP3-Serie
| Jahr | Team     | 1   | 2   | 3   | 4   | 5   | 6   | 7   | 8   | 9   | 10  | 11  | 12  | 13  | 14  | 15  | 16  | Punkte | Rang |
| ---- | -------- | --- | --- | --- | --- | --- | --- | --- | --- | --- | --- | --- | --- | --- | --- | --- | --- | ------ | ---- |
| 2010 | MW Arden | ESP | ESP | TUR | TUR | ESP | ESP | GBR | GBR | GER | GER | HUN | HUN | BEL | BEL | ITA | ITA | 10     | 17.  |
| 2010 | MW Arden | 10  | 23  | 7   | 2   | 5   | 13  | 15  | 18  | DNF | 15  | DNF | 20  | 9   | 3   | 11  | 6   | 10     | 17.  |